# La casa de mi padre
La casa de mi padre es una película española dirigida por el debutante Gorka Merchán y estrenada en abril de 2009.

## Argumento
Txomin Garay (Carmelo Gómez), empresario y antiguo pelotari amenazado por ETA, regresa al País Vasco después de varios años exiliado en Argentina al saber que su hermano Koldo, concejal abertzale, se está muriendo. Allí conoce a su sobrino Gaizka (Juan José Ballesta), hijo de Koldo, un pelotari prometedor que está metido en la kale borroka. A Txomin, su hermano Koldo antes de morir le deja el encargo de que saque a su hijo de la Kale Borroka para que no eche a perder su vida. Sin embargo, no es fácil ya que Gaizka ve a su tío como un traidor por haber abandonado el País Vasco.
Finalmente, consigue convencer a su sobrino para entrenarle en vistas de un próximo torneo de Pelota vasca. Sin embargo, el día anterior al campeonato, Txomin es asesinado de un tiro en la cabeza. El final de la película termina con la hija de Txomin destrozada por la muerte de su padre y Gaizka pensativo por abandonar la Kale borroka y sus simpatías por ETA al ver que ha sido asesinado su tío, al que había cogido aprecio, y al ver también a su prima, de la que se había enamorado, sufrir por la muerte de su padre.

## Comentarios
Película rodada en las poblaciones guipuzcoanas de Rentería, Hernani, Fuenterrabía y Tolosa.
Reúne a Carmelo Gómez y Emma Suárez tras más de una década y cinco películas en las que formaron una sólida pareja artística.
El título de la película hace referencia a un poema de Gabriel Aresti "Nire aitaren etxea" (La casa de mi padre).

## Reparto
| Intérprete          | Personaje    |
| ------------------- | ------------ |
| Carmelo Gómez       | Txomin Garay |
| Emma Suárez         | Blanca       |
| Álex Angulo         | Germán       |
| Juan José Ballesta  | Gaizka Garay |
| Verónica Echegui    | Sara         |
| Mikel Aramburu      | Pescadero    |
| Irene Bau           | Ane          |
| Aitor Beltrán       | Rubén        |
| Iñaki Font          | Robus        |
| Arkaitz Gartziandia | Arkaitz      |
| Asier Oruesagasti   | Zigor        |
| Alfonso Torregrosa  | Koldo        |
| Pilar Rodríguez     | Carmen       |
| Tania de la Cruz    | Úrsula       |
| Aizpea Goenaga      | Karmele      |
| Rafael Martín       | Navajas      |
| Kike Díaz de Rada   | Vicente      |
| Alizia Astiazarán   | Leire        |
| Asun Pineda         | Vecina       |
| Ritxi Lizartza      | Kioskero     |
| Sara Cozar          | Terrorista   |
| Iñigo Ortega        | Chofer Bus   |